# Cecilia, vergine romana
Cecilia, vergine romana és una obra per a cor mixt i orquestra del compositor estonià Arvo Pärt composta l'any 2000. Va ser una comanda de l'Agenzia romana per la preparazione del Giubileo, que era l'organisme responsable de l'organització de l'Any Sant 2000 a Roma. Està dedicada al director d'orquestra Myung-Whun Chung i al cor i orquestra de l'Acadèmia de Santa Cecília a Roma, que la van estrenar a Roma el 19 de novembre del 2000, amb repeticions els dies 20 i 21 de novembre.

## Origen i context
Pärt va trobar les paraules en llatí de Cecilia, vergine romana al Breviarium Romanum (S. Ceciliae Virg. Et Mart., Lectio III del 22 de novembre) del seminari de la ciutat austríaca de Graz. En la litúrgia antiga aquestes paraules eren llegides durant l'hora canònica nocturna (Matutin) de la festa de Santa Cecília el 22 de novembre. El text conté una descripció concisa de la vida de la santa. Una traducció antiga del text a l'italià es va localitzar a la biblioteca del Monastero di Bose al nord d'Itàlia.
Cecília va ser una noble romana martiritzada per les seves creences cristianes cap a l'any 230. És considerada la patrona de la música, especialment la de l'església, des del segle XV.

## Anàlisi musical
Pärt va posar música a la tercera lectura del Breviarium Romanum en un sol moviment d'uns 18 minuts amb un cor a un cor de quatre parts (sopranos, contralts, tenors, baixos) i una orquestra de mida considerable, amb dues flautes, dos oboès, dos clarinets, dos fagots, quatre trompes, dues trompetes, dos trombons, tuba, percussió (dos intèrprets), arpa i cordes. La partitura segueix els esdeveniments de la vida de la santa com a estacions d'un Via Crucis.
La secció final (que evoca una mica a Glass en les seves tríades oscil·lants) conté alguns dels moments més bells del compositor.

## Enregistraments
La composició va ser gravada, juntament amb altres obres de Pärt, titulades In principio, pel Cor de cambra de la Filharmònica d'Estònia dirigida per Tõnu Kaljuste a ECM Records el 2009. La col·lecció també inclou Da pacem Domine, entre d'altres. També va ser gravat amb altres obres de Pärt pel cor i l'orquestra de Bayerischer Rundfunk, dirigida per Ulf Schirmer.